# Prunus serotina

La especie Prunus serotina conocida comúnmente como cerezo criollo, cerezo negro americanocapulí, guindao capulín es un árbol de la familia de las rosáceas, originario de Norteamérica del este de Quebec meridional y de Ontario del sur a Texas, la Florida central y el este y oeste de México. Es una especie del subgénero Padus con las flores en racimos, y es un árbol de hoja caduca que crece 15-30 m de alto. Las hojas son simples, de 6-14 centímetros de largo, con el margen serrado. La fruta tiene 1 centímetro de diámetro y es algo astringente y amarga si se come fresca, también la consumen los pájaros, para quienes la astringencia no es desagradable. Se relaciona de cerca con el capulín de Virginia (Prunus virginiana), del que se diferencia por las hojas más grandes y las cerezas, que cuando están maduras son negras, no rojas. También se confunde con el capulín: Prunus salicifolia de México. En Europa se confunde con el cerezo aliso (Prunus padus), del cual se diferencia por las hojas, que son brillantes, y las flores, que aparecen más tarde (serotino significa tardío), unas semanas después de las hojas. Por eso, en muchos idiomas (francés, italiano, alemán), esta especie se llama cerezo tardío.

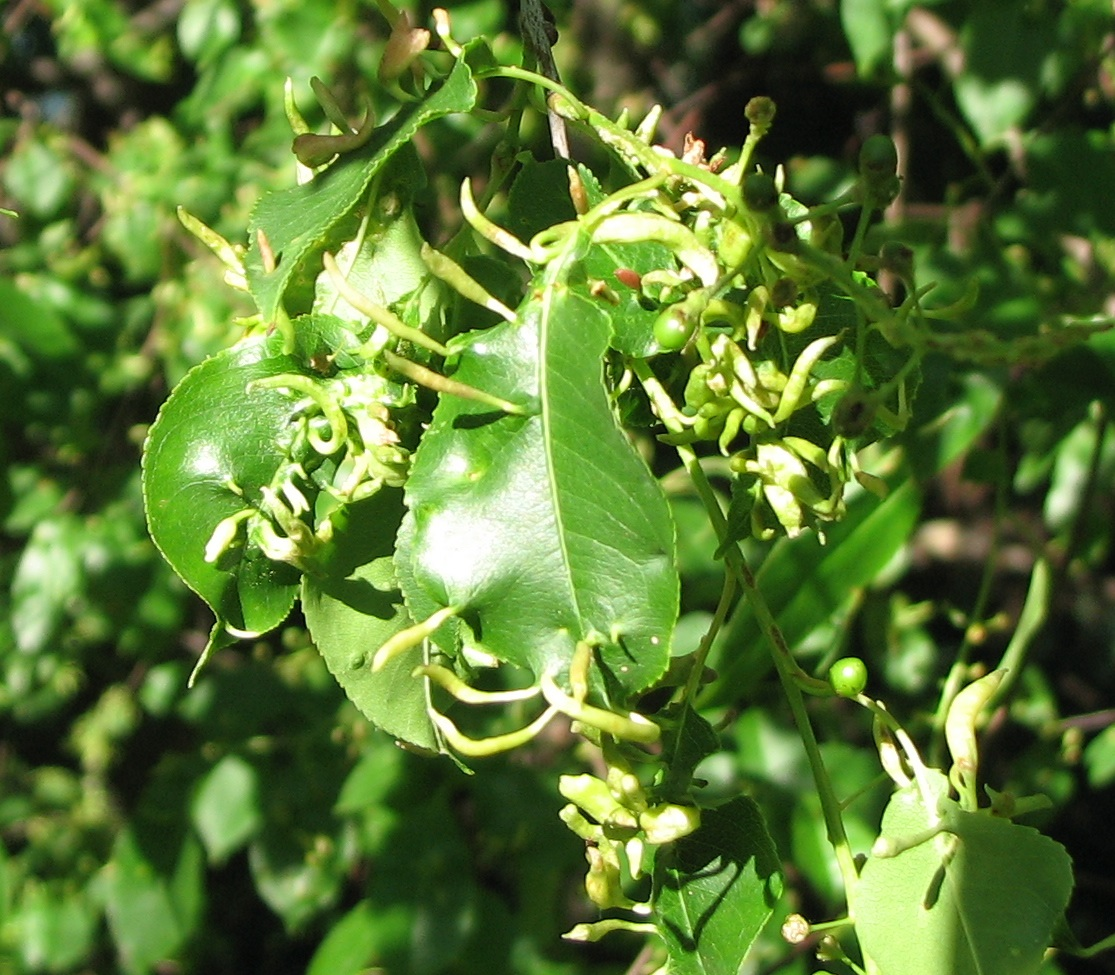
Agallas de Eriophyes cerasicrumena.

## Clasificación y descripción
Prunus, del latín que significa ciruelo y serótina que significa tardío. Especie de planta que pertenece a la familia de las Rosaceae. Capulín, conocido también como capulincillo, cerezo mexicano o cerezo negro americano, pertenece a la familia de las rosáceas. Árbol o arbusto, caducifolio, de 5 a 15 m de altura con un diámetro a la altura del pecho de hasta 1.2 m. Hojas, simples, alternas, cortamente pecioladas, ovadas a lanceoladas y de margen aserrado. Corteza café o grisácea casi lisa, exceptuando las ramas tiernas que a veces son pubescentes. Flores hermafroditas, numerosas, pequeñas y blancas, agrupadas en racimos axilares colgantes y largos, de 10 a 15 cm. El fruto es una drupa globosa de aproximadamente 1 centímetro de diámetro, de color negro rojizo en la madurez,  sabor agridulce y algo astringente conteniendo una sola semilla. Semilla esférica y rodeada por un hueso leñoso (almendra) de sabor amargo.

## Distribución
Se le encuentra en las regiones montañosas del Valle de México, Guanajuato, Jalisco y Chiapas. Se distribuye también en otros estados de México como; Chihuahua,  Coahuila, Ciudad de México, Durango, Hidalgo, Michoacán, Morelos, Oaxaca, Querétaro, San Luis Potosí, Tamaulipas y Veracruz.  Se encuentra en otros países como la parte este de Canadá y los E.U. Fue introducido a Europa en el siglo XVII y actualmente en todo el continente Europeo.

## Hábitat
Se desarrolla sobre pendientes acentuadas y se le encuentra en zonas de cultivo. Habita en lugares templados y fríos de México, desde 800 hasta los 2600 m s. n. m. o más,  prospera en suelos pedregosos, someros y profundos abundante materia orgánica. Especie secundaria, es intolerante a la sombra, se desarrolla principalmente en claros (pionera). Especie dominante en la sucesión secundaria. Se establece bien después de perturbaciones como fuego, tala y ciclones.

## Taxonomía
Prunus serotina fue descrita por el farmacéutico botánico suizo Jakob Friedrich Ehrhart y publicado en Gartenkalender 3: 285, en 1783.
Etimología
Ver: Prunus: Etimología
serotina: epíteto latíno que significa "tardía"
Variedades aceptadas
- Prunus serotina var. alabamensis (C.Mohr) Little
- Prunus serotina var. eximia (Small) Little
- Prunus serotina subsp. hirsuta (Elliot) McVaugh
- Prunus serotina var. rufula (Wooton & Standl.) McVaugh

## Estado de conservación
Es una especie nativa de América. Presente en el traspatio en muchas comunidades rurales, su cultivo es incipiente hasta donde se conoce solo es en el estado de Puebla. Generalmente se encuentra de forma silvestre, Asociada a bosques de encino, pino encino en pastizales y áreas de cultivo. Los árboles se protegen y se plantan con frecuencia en huertos familiares y en el medio rural en general.
No es una especie en peligro de extinción y tampoco está amenazada, sin embargo, es importante mencionar que en algunos sitios tiende a su desaparición local debido a que es muy susceptible a la invasión de plantas parásitas.

## Especie invasora en Europa
El cerezo negro fue introducido en Europa en 1623 como planta ornamental y desde el siglo XIX ha sido utilizado para la repoblación forestal. Hoy en día, su área de distribución se ha ampliado hasta casi toda Europa y a menudo entra tanto en competición directa con las especies forestales nativas; hace que la diversidad de la flora se reduzca de forma considerable. Las semillas de esta especie son dispersadas por las aves y pueden permanecer hasta cinco años en el suelo forestal antes de la germinación. Eso favorece la rápida difusión del cerezo negro, sobre todo después de la talas de explotación de los bosques.

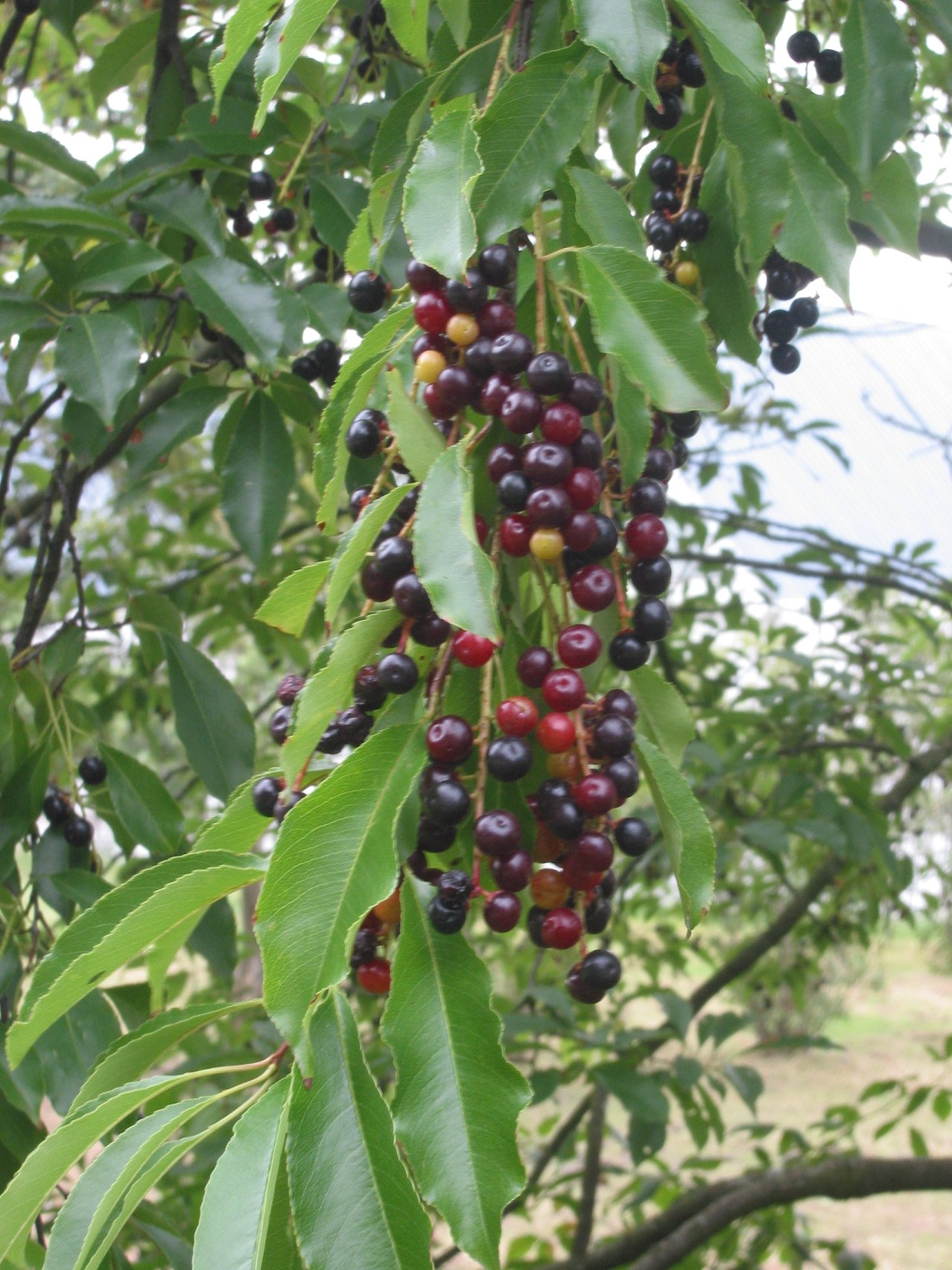
Frutos casi maduros.

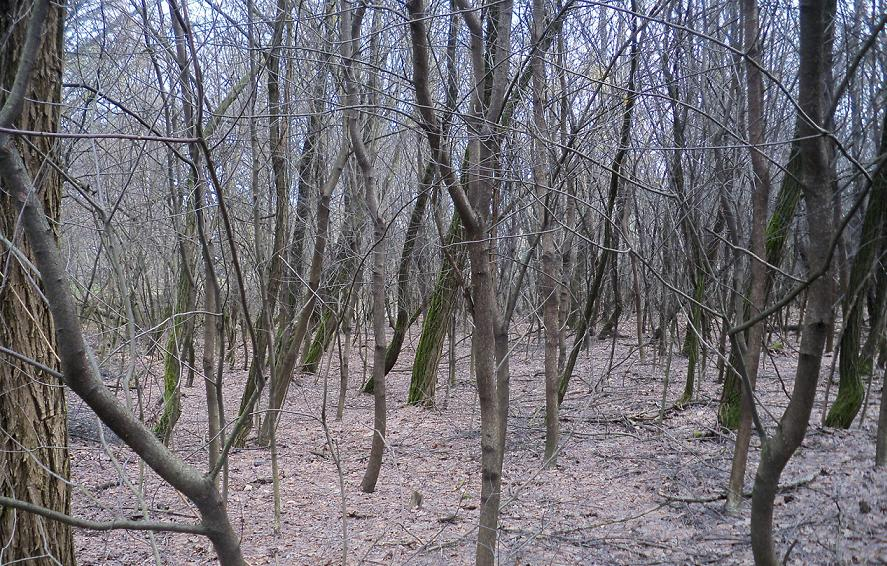
En los bosque de Robinia pseudoacacia (los árboles más grandes, con corteza arrugada) y de Prunus serotina de la llanura padana, en el norte de Italia, la diversidad biológica es muy baja.

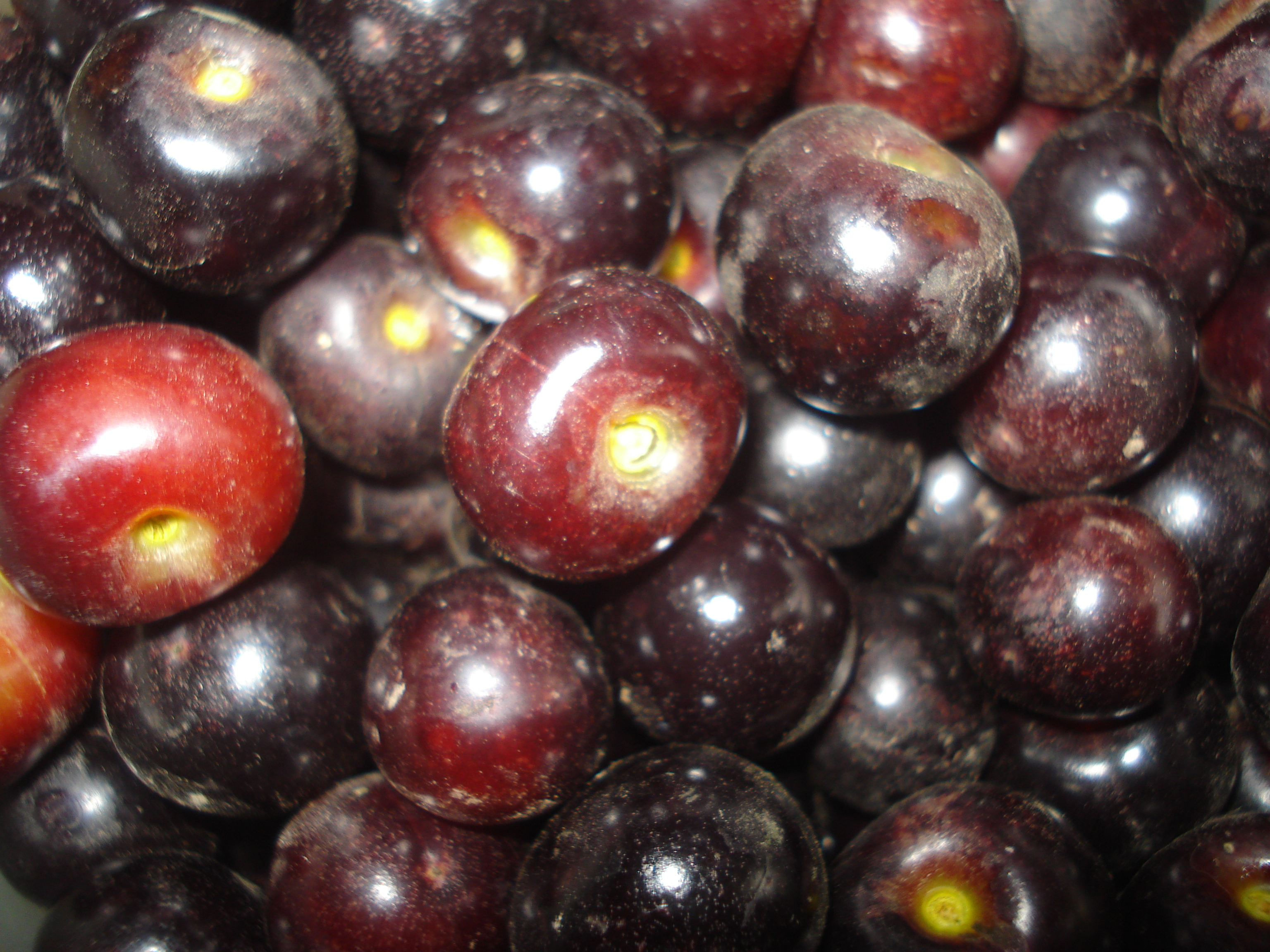
Frutos recién extraídos del árbol en Cajamarca.

## Capulín en los Andes
Suele ser una planta también dispersa en los Andes, en zonas de clima templado como en partes de Colombia, Ecuador y Perú. En las localidad de la sierra peruana en Cajamarca, también en el Departamanento de Junín provincia de Huancayo, Jauja y Chupaca la planta empieza a florecer y dar frutos en el primer trimestre del año; el árbol es utilizado en fiestas tradicionales conocidas como unshas.

## Propiedades
Del capulí se utilizan las hojas, el cogollo, y las ramas, para fines de medicina tradicional; y la fruta por su valor nutricional.
Las hojas y los cogollos de esta planta se utilizan para calmar los cólicos, y las molestias del reumatismo. Se lo considera efectivo para combatir el malestar de la gripe, tiene propiedades expectorantes, alivia los accesos de tos, por lo que se usa para la bronquitis, tos, ahogo y color azulado por falta de oxígeno, el catarro de las vías respiratorias y la tos convulsiva.
Uso externo: En los Andes, en el sur de Ecuador se utilizan las ramas de capulí, algunas veces conjuntamente con otras plantas para varias ceremonias de limpia.
Principios activos: Las hojas contienen un aceite esencial, grasa, resina, tanino, amigdalina, un pigmento pardo y sales minerales. La corteza contiene pigmento pardo, amigdalina, almidón, ácido gálico, grasa, calcio, potasio, y hierro. La corteza, hojas y semillas, en contacto con el agua, liberan ácido cianhídrico o cianuro de hidrógeno (HCN), por esta razón debe manipularse con cuidado.
Contraindicaciones: No ingerir preparaciones que contengan hojas de capulí en dosis elevadas, ni por períodos prolongados, debido al ácido cianhídrico que liberan sus hojas, corteza y semillas.